# 天文密奏
天文密奏（てんもんみっそう）とは、古代の東アジアにおいて、異常な天文現象が観測された場合に、その観測記録と占星術による解釈（占言）を内密に君主に対して上奏することを指す。天文奏（てんもんそう）とも。

## 概要
古代中国においては、天上の星は地上にある国家を象徴しており、その動きに異常があれば、政治的な異変が発生する前兆現象であるととらえられていた（上天思想）。そのため、それを一刻も早く君主が把握する事は、国政の運営上重要な事であると考えられていた。また、君主が天文現象に現れる天の意思を把握してその運行に基づいた正しい暦・時法を定めて民に授けることは「天子」としての責務であると考えられていた。律令制下の日本でも天文道・暦道の教科書として用いられていた『晋書』天文志には「天文異変には吉兆もあるが、多くが災異の前兆である」と記されている。このため、異常な天文現象に対しては、天文学と占星術に通じた者が君主に対してその事実と占いの結果を報告することが求められた。これが天文密奏である。
日本では、天文博士（権博士を含む）あるいは天文密奏宣旨を受けた天文学・占星術に通じた人物が、異常な天文現象を見つけた際には、占いの結果と過去に発生した同様の事例から勘案してその意味を解釈したものを観測記録とともに奏書に認めて密封して、速やかに陰陽頭を通じて天皇に対して上奏されることとなっていた。養老律令の雑令には「秘書玄象条」があり、「若し微祥災異有らば、陰陽寮奏せよ。訖らば季別に封して中務省に送り、国史に入れよ」とある。天文に関する項目は「天子」である天皇自身に帰属する責務であったため、国政の最高機関である太政官を経由しない上奏が許されていたのである。ただし、後世には太政官の一上（あるいは摂関）が事前に内容を確認して改めて密封を行って天文博士に返却してから改めて陰陽頭に提出する形式となる（『西宮記』・『新儀式』・『禁秘抄』など）。また、国史（担当は内記）は占文部分は重大な機密として記録しないものとされていた。
なお、この時占いに用いられた書として『天文要録』・『新撰陰陽書』・『帝覧』・『天文録』・『天地瑞祥志』・『指掌宿曜経』・『占事略决』・『暦林』などが知られている。
ただし、蔵人所成立後は、天文博士らは陰陽頭を通さずに蔵人に対して密奏を提出して、蔵人から天皇に報告するようになった。ただし事の性格上、深夜あるいは早朝に密奏が行われる場合もあり、その場合は天文博士が直接天皇に上奏する事も例外的に認められていた。鎌倉時代の『禁秘抄』には、正副天文博士および密奏資格者は天変発生時には直ちに密奏を内覧すなわち摂関に進めること、その際には密奏者の服装・格好は問われないことが記されている。
また、上奏する資格も平安時代中期以後には天文博士を世襲した安倍氏と局務の中原氏の両家のみに限定されるようになっていく（なお、中原氏の天文密奏は醍醐天皇の時代の十市部以忠（十市以忠）（後に天禄2年（972年）に宗家の十市有象とともに中原の姓を与えられて同氏の祖となる）に遡り、同氏本来の外記の職務とは別に同氏が家学としていた明経道の出典である漢籍には天文現象の解釈に関する記述が含まれていることが多く、天文道に通じた人物を輩出することが多かった事によるとされている）。なお、室町時代には暦博士の賀茂氏に対しても天文密奏宣旨を下された例がある。『吾妻鏡』によると、鎌倉幕府でも天文道に通じた陰陽師を京都から鎌倉へ招いて将軍に対して天文密奏を行わせたとされている（こうした場合、朝廷に対する密奏が不可能となるため、密奏宣旨は天文博士などへ昇進するための資格を得る以上の意味はなかったと考えられている）。
なお、全ての異常な天文現象が天文密奏の対象になったわけではなく、天文博士・天文密奏宣旨授与者が占った結果、重大な変事の前兆と判断された出来事に限定され、天文博士・天文密奏宣旨授与者が異常の発生に気付かなかった場合も密奏は行われなかった。『後二条師通記』永長元年8月13日_条（嘉保3年/1096年9月2日）によれば、8月に入って夜空に流星が見えて人々が大騒ぎをしているのに、天文密奏が無かった。そこで、関白藤原師通らが、天文密奏宣旨授与者である中原師遠と天文博士安倍親宗を喚問したところ、師遠は流星に気付かずに観測が出来なかったために密奏が出来ず、親宗は天文異変ではないので天文密奏の必要性は無かったと回答している。
もっとも、当時の天文道・暦道は日食の発生の予知の正確さについてはかなり高かったものの、その他の分野に関しては毎日戌の刻と寅の刻に行われる定時観測を維持するだけの人員と設備しかなかったと考えられており、天文博士らが確実に異常な天文現象を観測できる保証が無かったために、実際には異常な天文現象が発生しても、天文密奏が行われなかった例も相当数あったと考えられている。
更に平安時代末期になると、安倍氏によって天文博士の地位と天文密奏宣旨の独占が行われるようになるが、安倍氏のもう1つの家学である陰陽道との密着と安倍氏内部の内紛が天文密奏に混乱を与えた。元暦2年（1185年）元旦に出現した赤気を巡って密奏を行った安倍季弘兄弟と他の安倍氏一族との間で論争が発生した。前者は彗星と論じ、後者は蚩尤旗であると唱えた。右大臣九条兼実の諮問を受けた季弘は、治承元年（1177年）にも同じようなことがあり、亡くなった父安倍泰親が彗星といい、自分が蚩尤旗であるとしたので、父が天に判断を仰ぎ誤った方に天罰が下ることを祈請したところ、自分が重病になったので彗星だと判明した。従って実際の星の動きは問題ではないと唱えたという（『玉葉』正暦2年正月（1月）12日条）。これは天文道及び天文密奏が次第に実際の星の動きを見て占うという中国由来の上天思想的な解釈から日本独自に発達していった占いの技法である陰陽道的な解釈へと変化していく状況を示した事例であると考えられている。また、官司請負制の下で安倍氏は天文道の知識をもって天文密奏を請負う立場にあったが、一族間の共同作業を要する賀茂氏（暦道）の造暦と異なり、天文密奏は単独で行うことも可能であった。そのため、安倍氏に属する親子間で知識・学説を継承しつづけることによって個々の家に独特の学説が生じるようになった（安倍氏の天文道の場合、安倍泰親を祖とする嫡流（泰親流）・安倍晴道を祖とする晴道党・安倍広賢（宗明の子）を祖とする宗明流の3派が代表的な存在であった）。朝廷では3派の対立の緩和の一方で、その技術力の維持・向上と3派間の相互判定を目的としてそれぞれの派の有力者に天文密奏宣旨を与えた。更に天福2年（1235年）には宣旨を受けていない安倍家氏（宗明流）が客星出現を知らせた功績で天文博士に補されるという本来の天文博士が天文密奏を行うのとは逆の事例も生じている（『明月記』文暦2年3月26日条）。